# 日向市立塩見小学校
日向市立塩見小学校（ひゅうがしりつ しおみしょうがっこう）は、宮崎県日向市塩見にある公立小学校。

## 概要
歴史
1875年（明治8年）に富高小学校の分校として創立。現校名になったのは1951年（昭和26年）。2015年（平成27年）に創立140周年を迎えた。
通学区域
中村、塩見ヶ丘、奥野、永田、権現原、新財市（一部）。中学校区は日向市立日向中学校。
校章
1953年（昭和28年）9月に校歌とともに制定。考案は刈川水保による。
校歌
1953年（昭和28年）9月に校章とともに制定。作詞は長嶺宏、作曲は海老原直による。歌詞は2番まであり、両番に校名の「塩見」が登場する。　

## 沿革
- 1875年（明治8年）1月15日 - 「富高小学校 塩見分校」として創立。
- 1885年（明治18年）7月 - 大字塩見を通学区として簡易科（修業年限3年）を設置し「簡易塩見小学校」として独立。
- 1886年（明治19年）- 統合により「尋常富高小学校 塩見分校」となる。
- 1889年（明治22年）
  - 4月1日 - 町村制の施行により、富高村立の小学校となる。
  - 5月22日 - 尋常科（修業年限4年）を設置の上、尋常富高小学校から分離し「尋常塩見小学校」として独立。
- 1892年（明治25年）5月25日 - 「塩見尋常小学校」に改称（「尋常」の位置が変更となる）。
- 1907年（明治40年）4月1日 - 小学校令の改正により、義務教育年限（尋常科の修業年限）が4年から6年に延長となる。
  - 校舎の増設が間に合わず、尋常科5・6年生は富高尋常小学校に委託。
- 1917年（大正6年）4月1日 - 校舎の増設で尋常科5・6年生の収容が可能となり、富高尋常小学校への委託を終了。
- 1921年（大正10年）10月1日 - 町制施行により富高町立の小学校となる。
- 1929年（昭和4年）3月 - 高等科（修業年限2年）を設置の上、「第二富高尋常高等小学校」と改称。
- 1935年（昭和10年）10月31日 - 校旗を制定。
- 1937年（昭和12年）10月1日 - 町村合併（富高村と細島町の対等合併）により富島町立の小学校となる。
- 1941年（昭和16年）4月1日 - 国民学校令の施行により、「第二富高国民学校」と改称。尋常科を初等科に改める（初等科6年・高等科2年）
- 1945年（昭和20年）8月27日 - 台風により木造2階建ての校舎が全壊。
- 1947年（昭和22年）4月1日 - 学制改革により国民学校初等科が改組され、「富島町立塩見小学校」と改称。
  - 高等科は新制中学校「富島町立富島中学校」に統合。
- 1951年（昭和26年）4月1日 - 日向市の発足により「日向市立塩見小学校」（現校名）と改称。
- 1952年（昭和27年）3月19日 - 木造2階建ての新校舎が完成。
- 1953年（昭和28年）9月 - 校章・校歌を制定。
- 1969年（昭和44年）9月1日 - 社会福祉法人はまゆう会「あかつき学園」内に分教室（特殊学級）を設置。
- 1973年（昭和48年）3月1日 - 現在地に鉄筋コンクリート造新校舎が完成。
- 1974年（昭和49年）
  - 3月31日 - 管理棟・プールが完成。校門を設置。
  - 4月1日 - あかつき学園内の分教室があかつき学園分校に昇格。
- 1976年（昭和51年）2月28日 - 体育館が完成。
- 1978年（昭和53年）3月31日 - 宮崎県立日向養護学校の開校に伴い、あかつき学園分校を廃止。
- 1987年（昭和62年）3月 - 校舎等の大幅増改築工事が完了。
- 2002年（平成14年）- 普通教室棟・管理棟を改築。
- 2003年（平成15年）1月 - 全教室にパソコンを設置。
- 2004年（平成16年）6月27日 - 温室が完成。「フラワールーム」と命名。
- 2006年（平成18年）4月1日 - 特別支援学級を設置
- 2011年（平成23年）8月29日 - 放課後子ども教室を開所。

## アクセス
最寄りのバス停
- 宮崎交通 「塩見」バス停 - JR九州 日豊本線 「日向市駅」から椎葉・神門・池野線のバスに乗車。
- ぷらっとバス 「塩見小学校入口」下車 - JR九州 日豊本線 「日向市駅」東口から西2コースのバスに乗車。

最寄りの幹線道路
- 国道327号

## 周辺
- 日向市学校給食センター
- 比留巻神社
- 粟尾神社
- 正法寺
- 日向警察署塩見駐在所
- 塩見簡易郵便局
- 塩見運動公園・日向市農村交流館
- 学校のそばを東九州自動車道（高速道路）が走っている。出入口は遠い（最寄りは日向IC）。